# Short track na Zimowych Igrzyskach Olimpijskich 2006 – bieg sztafetowy na 5000 m mężczyzn
Bieg sztafetowy na 5000 m mężczyzn półfinały odbyły się 15 lutego, a finały zostały rozegrane 25 lutego w hali Palavela

## Półfinały
| Pozycja | Półfinał | Kraja             | Zawodnicy                                                              | Czas     | Uwagi |
| ------- | -------- | ----------------- | ---------------------------------------------------------------------- | -------- | ----- |
| 1.      | 1        | Kanada            | Éric Bédard Jonathan Guilmette Charles Hamelin François-Louis Tremblay | 6:57,004 | QA    |
| 2.      | 1        | Korea Południowa  | Ahn Hyun-soo Lee Ho-suk Oh Se-jong Seo Ho-jin                          | 7:01,783 | QA    |
| 3.      | 1        | Niemcy            | Thomas Bauer Tyson Heung Arian Nachbar Sebastian Praus                 | 7:02,367 | QB    |
| 4.      | 1        | Australia         | Lachlan Hay Stephen Lee Mark McNee Elliott Shriane                     | 7:03,356 | QB    |
| 1.      | 2        | Stany Zjednoczone | Alex Izykowski J.P. Kepka Apolo Anton Ohno Rusty Smith                 | 6:55,082 | QA    |
| 2.      | 2        | Chiny             | Li Haonan Li Jiajun Li Ye Sui Baoku                                    | 6:55,476 | QA    |
| 3.      | 2        | Włochy            | Fabio Carta Yuri Confortola Nicola Franceschina Nicola Rodigari        | 7:07,358 | ADV   |
| -       | 2        | Japonia           | Yoshiharu Arino Takahiro Fujimoto Takafumi Nishitani Satoru Terao      | DSQ      |       |

## Finały

### Finał  B
| Pozycja | Kraj      | Zawodnicy                                                | Czas     | Uwagi |
| ------- | --------- | -------------------------------------------------------- | -------- | ----- |
| 6.      | Australia | Lachlan Hay Stephen Lee Mark McNee Elliott Shriane       | 7:01,666 |       |
| 7.      | Niemcy    | Thomas Bauer André Hartwig Arian Nachbar Sebastian Praus | 7:13,338 |       |

### Finał A
| Pozycja | Kraj              | Zawodnicy                                                            | Czas     | Uwagi |
| ------- | ----------------- | -------------------------------------------------------------------- | -------- | ----- |
|         | Korea Południowa  | Ahn Hyun-soo Lee Ho-suk Song Suk-woo Seo Ho-jin                      | 6:43,376 | OR    |
|         | Kanada            | Éric Bédard Mathieu Turcotte Charles Hamelin François-Louis Tremblay | 6:43,707 |       |
|         | Stany Zjednoczone | Alex Izykowski J.P. Kepka Apolo Anton Ohno Rusty Smith               | 6:47,990 |       |
| 4.      | Włochy            | Fabio Carta Yuri Confortola Nicola Franceschina Nicola Rodigari      | 6:48,597 |       |
| 5.      | Chiny             | Li Haonan Li Jiajun Li Ye Sui Baoku                                  | 6:53,989 |       |